# Plan régional de la qualité de l'air
Les plans régionaux pour la qualité de l'air (PRQA) sont des plans que l'État français impose aux régions administratives et leur faisant obligation tous les cinq ans de faire le point sur l'état de la qualité de l'air (émetteurs, surveillance, santé), d'un certain nombre d'axes de progrès proposés, et de leurs effets sur les données et indicateurs correspondants.

Ils sont cadrés par la loi sur l'air et l'utilisation rationnelle de l'énergie.
Les plans régionaux de la qualité de l'air ont été intégrés au volet air du Schéma régional climat air énergie depuis la loi Grenelle II (2010).

## Éléments de définition
Les thèmes des PRQA sont cadrés par la définition de la pollution atmosphérique proposée par la LAURE :
« Constitue une pollution atmosphérique, au sens de la présente loi, l’introduction par l ’homme, directement ou indirectement, dans l’atmosphère ou dans les espaces clos, de substances ayant des conséquences préjudiciables de nature à mettre en danger la santé humaine, à nuire aux ressources biologiques et aux écosystèmes, à influer sur les changements climatiques, à détériorer les biens matériels, à provoquer des nuisances olfactives excessives. »
Bien que les espaces clos fassent partie du champ d’application de la loi, le décret initial n'obligeait pas à intégrer la pollution intérieure alors qu'un français moyen passe 80 à 90 % de son temps dans des locaux ou habitacles de véhicules. Les Régions, l'ADEME et leurs experts ont généralement insisté pour intégrer l'air intérieur dans les PRQA. 
Les approches globales liées au dérèglement climatique ont été plus difficilement intégrées.

## Exemple de sommaire de PRQA
- Inventaire des émissions de polluants
- Évaluation préliminaire de la qualité de l'air (en distinguant les effets sur l'environnement et les effets sur la santé)
- Organisation actuelle et future
- Maîtrise de la pollution des sources fixes et des sources mobiles
- Actions de communication et d'information.